# Frederik Kier
Frederik Kier (født 12. december 1886 i Aarhus, død 9. oktober 1959) var en dansk bankdirektør, der fra etableringen i 1919 og frem til 1960 var direktør for Arbejdernes Landsbank.
Frederik Kier, der var søn af overretssagfører C.L. Kier tog præliminæreksamen i 1903. Derefter var han frem til 1906 ansat i Aarhuus Privatbank. Efter flere ansættelser i blandt andet Hamborg og London kom han i 1915 til København, hvor han frem til 1918 var ansat i Nationalbanken.
Ved etableringen af Arbejdernes Landsbank i 1919 blev Frederik Kier ansat til at stå i spidsen for banken, ikke mindst grundet lederen af Arbejdernes Fællesorganisations Brændselsforretning Karl Kiefer. Banken havde kontorer på Frederiksberggade i Indre By og talte otte medarbejdere foruden Kier selv.
Frem til 1960 stod han i spidsen for banken.
Han var desuden medlem af bestyrelsen i Alka Forsikring.